# Tash-Kalar
Tash-Kalar: Aréna legend je stolní fantasy hra od českého autora stolních her Vladimíra Chvátila. Jedná se o strategicko-logickou hru, ve které se hráči dostávají do role mágů vyvolávajících bytosti, které soupeří v aréně.
Tash-Kalar získal ocenění Golden Geek 2013 pro nejlepší abstraktní hru a byl nominován v kategorii nejlepší hra pro dva hráče.
Hru ilustroval David Cochard.

## Komponenty
Hra obsahuje čtyři balíčky karet bytostí, každý pro jednu školu (národ), za které hráči hrají.
Jsou to:
- Škola lesního národa (zelená)
- Škola Severní říše (modrá)
- Škola Jižní říše (červená)
- Škola Horských klanů (žlutohnědá)

Bytosti mají tři vlastnosti:
- Rozložení kamenů potřebné pro jejich vyvolání.
- Akce, kterou po vyvolání bytost provede.
- Úroveň, podle které jsou také bytosti reprezentovány kameny na herním plánu.

Bytosti ze škol se dělí na běžné a hrdinské.
Další balíček jsou karty legendárních bytostí, které jsou pro všechny hráče společné, jsou podobné balíčkům škol, ale silnější.
Zbývající balíčky jsou karty úkolů potřebné pro vznešenou hru a karty balance, pro zmenšení rozdílů mezi hráči.
Herní plocha je oboustranná deska s 86 políčky, některá políčka mají speciální vlastnosti a jsou červená nebo zelená.
Body se počítají na skórovacích tabulkách, ty jsou ve hře také čtyři, pro každou školu jedna. Z druhé strany tabulek je místo pro úkoly, tato strana se využívá ve vznešené hře.
Poslední součást hry jsou kameny. Každá škola má svou barvu kamenů, 17 oboustranných běžných/hrdinských kameny a tři legendární kameny.

## Princip hry
Hra se dělí do kol. Hráč má na začátku každého kola k dispozici dvě akce následujících typů:
- Vyvolání bytosti
- Umístění běžného kamene na prázdné políčko
- Zahození karet

Vyvolat bytost hráč může, pouze pokud je na herním plánů z jeho kamenů sestaveno rozložení zobrazené na kartě bytosti (může být zrcadlově obrácené). V případě legendárních bytostí musí sedět i úrovně položených kamenů. Bytost lze vyvolat i na místě, kde byla předtím bytost stejné nebo nižší úrovně. Po vyvolání bytosti se provede její akce.
Důležitým typem akcí je útok. Útoky se dělí dvěma způsoby. Podle vzdálenosti na krok (o jedno políčko) a skok (o více políček) a podle síly na standardní (zničí pouze bytosti nižší úrovně) a bojový (zničí bytosti stejné a nižší úrovně). Když bytost zaútočí (pouze pomocí akce karty), přesune se na místo bytosti, kterou zničila.

## Varianty
Hru lze hrát v několika variantách. Jednotlivé varianty se liší množstvím hráčů, stylem hry, použitými komponentami a mírou spolupráce mezi hráči.

### Výuková hra
Výuková hra je varianta pro první hraní a pro začínající hráče. Slouží především k seznámení se s herním systémem a jednotlivými součástmi hry. Tato varianta je kompletně popsaná v pravidlech.

### Vznešená hra
Hlavní varianta hry. Prostřednictvím vyvolávání bytostí se hráči snaží plnit úkoly, které se postupně odkrývají.

### Týmová hra
Verze pro čtyři hráče ve dvou týmech. Je velmi podobná vznešené hře, stejně jako u souboje v týmech lze u této varianty předat tah svému spoluhráči, aby si mohl připravit hru na svůj vlastní tah, to je výhodné především proto, že hráči mají omezené možnosti komunikace.

### Souboj
Souboj lze hrát buď ve dvou hráčích, nebo dvou týmech. Jde o nejjednodušší variantu hry, kde není potřeba plnit úkoly, cílem je především ničit kameny soupeře. Za zničené kameny si hráči (týmy) přímo započítávají body v tabulce.

### Bitka
Bitka je varianta hry primárně pro tři hráče, lze ji však hrát i ve čtyřech hráčích. Hlavní rozdíl mezi bitkou a soubojem je počítání bodů. V této variantě se body za soupeře počítají hráčům za každého zvlášť. Celkový počet bodů hráče je roven počtu bodů za toho soupeře, za kterého hráč získal v částečném bodování nejméně. Hráči se tedy snaží udržovat body za soupeře rovnoměrné.

## Rozšíření hry
Ke hře vyšlo v roce 2014 rozšíření: Tash-Kalar: Aréna legend - Věčný mráz, v roce 2015 Tash-Kalar: Aréna legend - Pekelný oheň a v roce 2017 Tash-Kalar: Aréna legend - Spoutaný čas.